# Medalla de La Rioja
La Medalla de La Rioja es una condecoración española de carácter civil, la más alta distinción concedida por el gobierno de esta comunidad autónoma. Tiene como finalidad servir de reconocimiento público a aquellas personas o entidades que se hayan distinguido por la realización de méritos, considerados excepcionales, o por la relevancia de los servicios que hayan prestados en favor de los intereses de La Rioja. También recompensa  a aquellas instituciones que hayan beneficiado notablemente los intereses públicos de esta región con actividades relacionadas con la investigación científica, de desarrollo tecnológico, el ámbito literario, cultural, artístico, social, económico, docente, deportivo o de cualquier otra índole. Esta condecoración se encuentra regulada por la Ley 1/2001, de 16 de marzo, reguladora de los honores, distinciones y protocolo de la Comunidad Autónoma de La Rioja.

Las Medallas se imponen en una ceremonia solemne, dentro del acto de celebración del Día de La Rioja que tiene lugar el 9 de junio y se realiza en el Monasterio de San Millán de la Cogolla. Han recibido esta medalla:
| Año  | Galardonados |
| ---- | --- |
| 1985 | Ángel Martín Municio y Tarsicio Lejárraga                                                                                       |
| 1986 | Rafael Ojeda y Carlos Fernández Casado                                                                                          |
| 1987 | Manuel Ruiz Hernández y Rafael Azcona                                                                                           |
| 1988 | Luis Díez del Corral y Horacio Sáenz Guerrero                                                                                   |
| 1989 | Asociación Amigos de la Rioja                                                                                                   |
| 1990 | José Luis Yuste Grijalba y Daniel González                                                                                      |
| 1991 | Gustavo Bueno y Enrique Blanco Lac                                                                                              |
| 1992 | Santiago González Gutiérrez y Eugenio Mazón                                                                                     |
| 1993 | Jesús Lozano y Eduardo Martínez Somalo                                                                                          |
| 1994 | Lázaro Morga Lacalle y Alejandro Bezares                                                                                        |
| 1995 | Eliseo Sáenz Ripa y Mateo Garnica                                                                                               |
| 1996 | Instituto de Estudios Riojanos y José Luis Alonso                                                                               |
| 1997 | Pedro José Ramírez y Antonio Briones                                                                                            |
| 1998 | Olga Bejano Domínguez y Claudio García Turza                                                                                    |
| 1999 | José Bezares y Universidad de La Rioja                                                                                          |
| 2000 | Real Academia y Caja Rioja |
| 2001 | Consejo Regulador de la Denominación de Origen Rioja                                                                            |
| 2003 | Asociación Española Contra el Cáncer y Donantes de Sangre                                                                       |
| 2004 | Diario Nueva Rioja |
| 2006 | Ibercaja y Grupo Autobuses Jiménez S.L.                                                                                         |
| 2007 | Asociación Pro-Personas con Deficiencia Psíquica (ARPS) y Asociación de Atención a las Personas con Parálisis Cerebral (ASPACE) |
| 2008 | Museo Würth La Rioja |
| 2009 | Cocina Económica (Logroño) - Hijas de la Caridad y Cofradía del Santo de Santo Domingo de la Calzada                            |
| 2010 | Organización Nacional de Ciegos Españoles (ONCE)                                                                                |
| 2012 | Cáritas Diocesiana de La Rioja                                                                                                  |
| 2013 | Banco de Alimentos de La Rioja                                                                                                  |
| 2014 | Cruz Roja en La Rioja y Sector del Calzado en La Rioja                                                                          |
| 2015 | Cofradía de la Santa Vera Cruz de San Vicente de la Sonsierra y Cofradía del Pan y Queso de Quel                                |
| 2016 | Unidad de Acción Rural de la Guardia Civil                                                                                      |
| 2017 | Grupo de Danzas de Logroño |
| 2018 | Fundación Pioneros y Amigos de las Crónicas Najerenses                                                                          |